# Fast & Furious 6
Fast & Furious 6 (còn được biết đến với tên gọi Fast Six hay Furious 6) là một bộ phim hành động được biên kịch bởi Chris Morgan và đạo điẽn bởi Justin Lin.Đây là phần thứ sáu trong loạt phim điện ảnh The Fast and the Furious (Quá Nhanh Quá Nguy Hiểm).Các diễn viên chính của bộ phim bao gồm Vin Diesel, Paul Walker, Dwayne Johnson, Michelle Rodriguez, Jordana Brewster, Tyrese Gibson, Chris Bridges, Sung Kang, Luke Evans, Gina Carano và John Ortiz. Fast & Furious 6 nói về một băng nhóm tội phạm chuyên nghiệp dẫn đầu bởi Dominic Toretto và (Vin Diesel),người đã giải nghệ sau vụ cướp thành công của băng nhóm trong Fast and Furious Five  (2011),nhưng vẫn còn là một tên tội phạm bị truy nã.

## Tóm tắt
Sau vụ cướp thành công 100 triệu USD ở Brazil, Dominic "Dom" Toretto và băng tội phạm chuyên nghiệp của mình đã chạy trốn khắp thế giới: Dom sống với Elena; em gái Mia của anh sống cùng Brian O'Conner và con trai của họ; Jack, Gisele và Han sống cùng nhau; Roman và Tej sống trong giàu sang. Trong khi đó, nhân viên an ninh Luke Hobbs và Riley Hicks điều tra vụ một đoàn tàu quân sự Nga bị hủy diệt bởi một băng nhóm dẫn đầu bởi cựu quân nhân Anh Quốc Owen Shaw. Hobbs thuyết phục Dom giúp bắt Shaw bằng cách cho Dom xem một bức ảnh của Letty Ortiz, người yêu cũ tưởng đã chết của Dom. Dom và nhóm của mình chấp nhận làm nhiệm vụ để đổi lấy lệnh ân xá, cho phép họ trở về Hoa Kỳ....

## Diễn viên
- Vin Diesel trong vai Dominic Toretto[1]
- Paul Walker trong vai Brian O'Conner[1]
- Dwayne Johnson trong vai Luke Hobbs[6]
- Michelle Rodriguez trong vai Letty Ortiz[7]
- Jordana Brewster trong vai Mia Toretto[1]
- Tyrese Gibson trong vai Roman Pearce[1]
- Chris Bridges trong vai Tej Parker[8]
- Sung Kang trong vai Han Seoul-Oh[9]
- Luke Evans trong vai Owen Shaw[10]
- Gina Carano trong vai Riley Hicks[11][12]
- John Ortiz trong vai Arturo Braga[13]
- Gal Gadot trong vai Gisele Yashar[14]
- Joe Taslim trong vai Jah[1]
- Clara Paget trong vai Vegh[15]
- Elsa Pataky trong vai Elena Neves.[16]
- Kim Kold trong vai Klaus[17]
- Shea Whigham trong vai Agent Michael Stasiak[13][18]
- Rita Ora vai khách mời, là cô gái dẫn đầu đoàn đua ở London.[19]
- Jason Statham vai khách mời, là tay tài xế đã giết Han.[20]

## Âm nhạc
Lucas Vidal là người đã biên soạn phần nhạc nền cho Fast & Furious 6. Ngoài phần nhạc nền của Vidal, một số bài nhạc của nhà soạn nhạc Brian Tyler từ phần trước của bộ phim cũng được xuất hiện trong phần này. Album nhạc phim của bộ phim được phát hành bởi hãng ghi âm Def Jam Recordings vào ngày 21 tháng 5 năm 2013. Trong album có rất nhiều bài hát mang giai điệu điện tử và hip hop, trong đó có các bài hát của deadmau5, Ludacris, và nhiều nghệ sĩ khác.